# Ambohimanga
Ambohimanga är en kunglig by och begravningsplats på en kulle i Madagaskar, 21 km norr om huvudstaden Antananarivo.
Platsen anses vara landet Madagaskars födelseplats och är därför mycket betydelsefull för den nationella identiteten.
Samhället på kullen grundades år 1700 av Andriatsmitoviamin-Andriandrazaka. I början av 1700-talet hade Merinas kung Andriamasinavalona delat upp sitt rike och gav Ambohimanga till en av sina fyra söner, som gjort den till sin huvudstad. Den senare regenten, Andrianampoinimerina, kom i slutet av 1700-talet att från Ambohimanga återförena Merinas rike och även utöka sina domäner till att omfatta stora delar av Madagaskar. Han flyttade sedan sin huvudstad till Antananarivo.
Fram till 1895, då landet blev ett franskt protektorat, var området förbjuden mark för utlänningar.